# Frozen (Within Temptation)
"Frozen" je drugi singl s albuma The Heart of Everything nizozemske simfonijske metal grupe Within Temptation. Pjesma i glazbeni video snimljen za nju se bave obiteljskim zlostavljanjem. 

## Vanjske poveznice
- "Frozen" Video na YouTube